# Орден Немањића
Орден Немањића је установљен 1993. године системом одликовања Републике Српске дефинисаним Уставом Републике Српске у коме се каже: ордени су јавно државно признање Републике Српске које се додељује лицима или институцији за изузетне заслуге према држави.
Орден је основан у једном реду, има своју орденску звијезду и носи се око врата. Орден се додељује јединицама и припадницима оружаних снага Републике Српске за истакнуте војничке подвиге у оружаној борби. Изузетно се може додијелити и грађанским лицима због посебног доприноса у организовању и вођењу одбране српског народа и државе.

### Изглед и траке одликовања
| Изглед одликовања |  |
|                   |  |
| Траке одликовања  |  |
|                   |  |

## Одликовани
- Посланицима ратног сазива Народне скупштине Републике Српске.
- Бивши начелник Генералштаба Војске Републике Српске, генерал-пуковник Момир Талић је одликован Орденом Немањића и Орденом Карађорђеве звијезде првог реда због заслуга у отаџбинском рату, у којем су, захваљујући њему, у судбоносним тренуцима добијене многе пресудне битке које су очувале Републику Српску, посебно истичући операцију пробијања Коридора.
- Пилот Ваздухопловства и противваздушне одбране Републике Српске Ербез Бранко посмртно је одликован орденом Немањића за освједочену храброст у борби и јуначки подвиг током одбране Републике Српске.
- Пуковник Милан Јовић, командант Прве мајевичке бригаде, постхумно је одликован на Видовдан 1993. године.
- Пуковник Триво Вујић, командант 327. моторизоване бригаде, постхумно је одликован на Видовдан 1993. године.
- Проф. др Милутин Најдановић је одликован постхумно.
- Пуковник Милан Јосић (1948—2000), командант Специјалног батаљона Друге посавске бригаде Војске Републике Српске је одликован Орденом Немањића другог реда.[1]
- Књижевник Војислав Максимовић је одликован 1996.[2]
- Гарда Пантери
- 17. кључка лака пјешадијска бригада
- Орлови Грмеча